# Mileewa albovittata
Mileewa albovittata är en insektsart som beskrevs av Fernando Chiang och Knight 1991. Mileewa albovittata ingår i släktet Mileewa och familjen dvärgstritar. Inga underarter finns listade i Catalogue of Life.